# Totalne remonty Szelągowskiej
Totalne remonty Szelągowskiej – polski program telewizyjny typu reality show prowadzony przez Dorotę Szelągowską i emitowany na antenie TVN od 5 października 2020 do 4 listopada 2024. Audycja była przedsięwzięciem typu branded content (materiał markowy, treść oznakowana marką); partnerem i sponsorem programu została Castorama.

## Charakterystyka programu
Do programu zgłaszane były osoby, które czynią dobro – były  one obdarowywane przez bliskich remontem domu lub mieszkania przeprowadzanym przez ekipę budowlaną na czele z Dorotą Szelągowską. Do momentu nagrania audycji obdarowywani nie byli świadomi, że biorą udział w programie.

## Ekipa
- Prowadząca: Dorota Szelągowska[6].
- Architekci: Marika Jóźwiak[6], Dominik Ćwiek[6].

## Emisja w telewizji
Uwaga: tabela zawiera daty odnoszące się wyłącznie do pierwszej emisji telewizyjnej; nie uwzględniono w niej ewentualnych prapremier w serwisach internetowych (np. Player).
| Seria | Odcinki    | Pierwsza emisja telewizyjna (TVN) | Pierwsza emisja telewizyjna (TVN) | Pierwsza emisja telewizyjna (TVN) | Pierwsza emisja telewizyjna (TVN) | Pierwsza emisja telewizyjna (TVN) | Pierwsza emisja telewizyjna (TVN) |
| Seria | Odcinki    | Sezon                             | Początek emisji                   | Koniec emisji                     | Pora emisji                       | Średnia oglądalność               | Źródło                            |
| ----- | ---------- | --------------------------------- | --------------------------------- | --------------------------------- | --------------------------------- | --------------------------------- | --------------------------------- |
| 1.    | 1–9 (9)    | jesień 2020                       | 5 października 2020               | 23 listopada 2020                 | poniedziałek 21.30                | 1,234 mln                         | [ 7 ]                             |
| 1.    | 1–9 (9)    | jesień 2020                       | 26 grudnia 2020                   | 26 grudnia 2020                   | sobota 18.00                      | bd.                               | [ 8 ]                             |
| 2.    | 10–17 (8)  | wiosna 2021                       | 19 kwietnia 2021                  | 7 czerwca 2021                    | poniedziałek 21.30                | 924 tys.                          | [ 9 ]                             |
| 3.    | 18–25 (8)  | jesień 2021                       | 18 października 2021              | 6 grudnia 2021                    | poniedziałek 21.30                | 876 tys.                          | [ 10 ]                            |
| 4.    | 26–33 (8)  | wiosna 2022                       | 28 marca 2022                     | 23 maja 2022                      | poniedziałek 21.30                | 781 tys.                          | [ 11 ]                            |
| 5.    | 34–41 (8)  | jesień 2022                       | 31 października 2022              | 19 grudnia 2022                   | poniedziałek 21.30                | bd.                               | —                                 |
| 6.    | 42–54 (13) | jesień 2023                       | 6 września 2023                   | 29 listopada 2023                 | środa 21.35                       | 653 tys. (VOSDAL)                 | [ 13 ]                            |
| 6.    | 42–54 (13) | jesień 2023                       | 17 grudnia 2023                   | 17 grudnia 2023                   | niedziela 11.30                   | bd.                               | [ 14 ]                            |
| 7.    | 55–64 (10) | jesień 2024                       | 2 września 2024                   | 4 listopada 2024                  | poniedziałek 21.30                | 526 tys.                          | [ 18 ]                            |

Wybrane kanały dystrybucji w Internecie
Kolejne odcinki programu udostępniano ponadto w serwisie Player; później także w serwisie YouTube na profilu sponsora programu – Castoramy.

## Oglądalność w telewizji linearnej
Dane na podstawie badań przeprowadzonych przez Nielsen Audience Measurement. Podane liczby dotyczą wyłącznie oglądalności pierwszej emisji telewizyjnej – nie uwzględniają powtórek, wyświetleń w serwisach wideo na żądanie (np. Player) itp.
| Odcinek | Seria 1.                                   | Seria 2.                          | Seria 3.                             | Seria 4.                    | Seria 5.                   | Seria 6.                                   | Seria 7.                        |
| ------- | ------------------------------------------ | --------------------------------- | ------------------------------------ | --------------------------- | -------------------------- | ------------------------------------------ | ------------------------------- |
| 1.      | 1,179 mln (5 października 2020)            | 949 tys. (19 kwietnia 2021)       | 865 tys. (18 października 2021)      | 742 tys. (28 marca 2022)    | bd. (31 października 2022) | 553 tys. (6 września 2023)                 | 465 tys. (2 września 2024)      |
| 2.      | 1,325 mln (12 października 2020)           | 985 tys. (26 kwietnia 2021)       | 722 tys. (25 października 2021)      | 1,040 mln (4 kwietnia 2022) | bd. (7 listopada 2022)     | 743 tys. (13 września 2023)                | 411 tys. (9 września 2024)      |
| 3.      | 1,155 mln (19 października 2020)           | 926 tys. (3 maja 2021)            | 795 tys. (1 listopada 2021)          | 833 tys. (11 kwietnia 2022) | bd. (14 listopada 2022)    | 701 tys. (20 września 2023)                | 478 tys. (16 września 2024)     |
| 4.      | bd. (< 1,31 mln) (26 października 2020)    | bd. (< 950 tys.) (10 maja 2021)   | bd. (< 950 tys.) (8 listopada 2021)  | 796 tys. (25 kwietnia 2022) | bd. (21 listopada 2022)    | 616 tys. (27 września 2023)                | 505 tys. (23 września 2024)     |
| 5.      | 1,341 mln (2 listopada 2020)               | bd. (< 950 tys.) (17 maja 2021)   | bd. (< 950 tys.) (15 listopada 2021) | 553 tys. (2 maja 2022)      | bd. (28 listopada 2022)    | 589 tys. (4 października 2023)             | bd. (30 września 2024)          |
| 6.      | bd. (< 1,31 mln) (9 listopada 2020)        | 947 tys. (24 maja 2021)           | 1,038 mln (22 listopada 2021)        | 796 tys. (9 maja 2022)      | bd. (5 grudnia 2022)       | 658 tys. (11 października 2023)            | bd. (7 października 2024)       |
| 7.      | bd. (< 1,31 mln) (16 listopada 2020)       | bd. (< 950 tys.) (31 maja 2021)   | 949 tys. (29 listopada 2021)         | 790 tys. (16 maja 2022)     | bd. (12 grudnia 2022)      | 734 tys. (18 października 2023)            | bd. (14 października 2024)      |
| 8.      | 1,316 mln (23 listopada 2020)              | bd. (< 950 tys.) (7 czerwca 2021) | 982 tys. (6 grudnia 2021)            | 693 tys. (23 maja 2022)     | bd. (19 grudnia 2022)      | 650 tys. (25 października 2023)            | bd. (21 października 2024)      |
| 9.      | bd. (26 grudnia 2020 – odcinek świąteczny) | nd.                               | nd.                                  | nd.                         | nd.                        | 577 tys. (8 listopada 2023)                | 614 tys. (28 października 2024) |
| 10.     | nd.                                        | nd.                               | nd.                                  | nd.                         | nd.                        | 607 tys. (15 listopada 2023)               | bd. (4 listopada 2024)          |
| 11.     | nd.                                        | nd.                               | nd.                                  | nd.                         | nd.                        | 608 tys. (22 listopada 2023)               | nd.                             |
| 12.     | nd.                                        | nd.                               | nd.                                  | nd.                         | nd.                        | 787 tys. (29 listopada 2023)               | nd.                             |
| 13.     | nd.                                        | nd.                               | nd.                                  | nd.                         | nd.                        | bd. (17 grudnia 2023 – odcinek świąteczny) | nd.                             |
| Średnia | ok. 1,2 mln                                | 924 tys.                          | 876 tys.                             | 781 tys.                    | bd.                        | 653 tys. (VOSDAL)                          | 526 tys.                        |